# Six pieces
Six pieces is het vierde studioalbum van The Enid. Het album komt uit op een slecht moment, het platenlabel ging failliet en de band zat zonder inkomsten. Dat betekende het voorlopig einde van de band, pas later zou nieuw materiaal van The Enid verschijnen. Godfrey en Stewart gingen samen een plaat maken met muziek die uiteraard veel op ide van The Enid lijkt. De muziek beweegt heen en weer van zeer pompeuze symfonische rock tot haast als kamermuziek klinkende popmuziek.
In Once she was zijn arrangementen te horen van Scarborough Fayre. De nummers werden aangegeven als portretten van de leden, maar het was daarbij niet zo dat een nummer tot te schrijven was aan één musicus. Het is een soort vergaarbak geworden, waar alle invloeden door elkaar zijn gehaald.

## Musici
- Robert John Godfrey – toetsinstrumenten
- William Gilmour – toetsinstrumenten
- Francis Lickerish – gitaar, basgitaar
- Stephen Stewart - gitaar
- Martin Russell – basgitaar, toetsinstrumenten
- Ronnie Dobson – slagwerk

## Muziek
De compact disc-versie werd uitgebreid met Stewarts versie van Joined by the heart 

| Nr. | Titel                                               | Duur  |
| --- | --------------------------------------------------- | ----- |
| 1.  | Punch and Judy man (Godfrey, Gilmour)               | 7:10  |
| 2.  | Once she was (Godfrey, Russell)                     | 6:43  |
| 3.  | The ring master (Russell, Dobson, Godfrey, Gilmour) | 5:44  |
| 4.  | Sanctus (Russell, Godfrey, Gilmour)                 | 6:19  |
| 5.  | Hall of mirrors (Godfrey, Stewart, Gilmour)         | 4:42  |
| 6.  | The dreamer (Lickerish, Dobson, Godfrey)            | 9:04  |
| 7.  | Joined by the heart (Stewart)                       | 16:14 |